# Поличковий стелаж

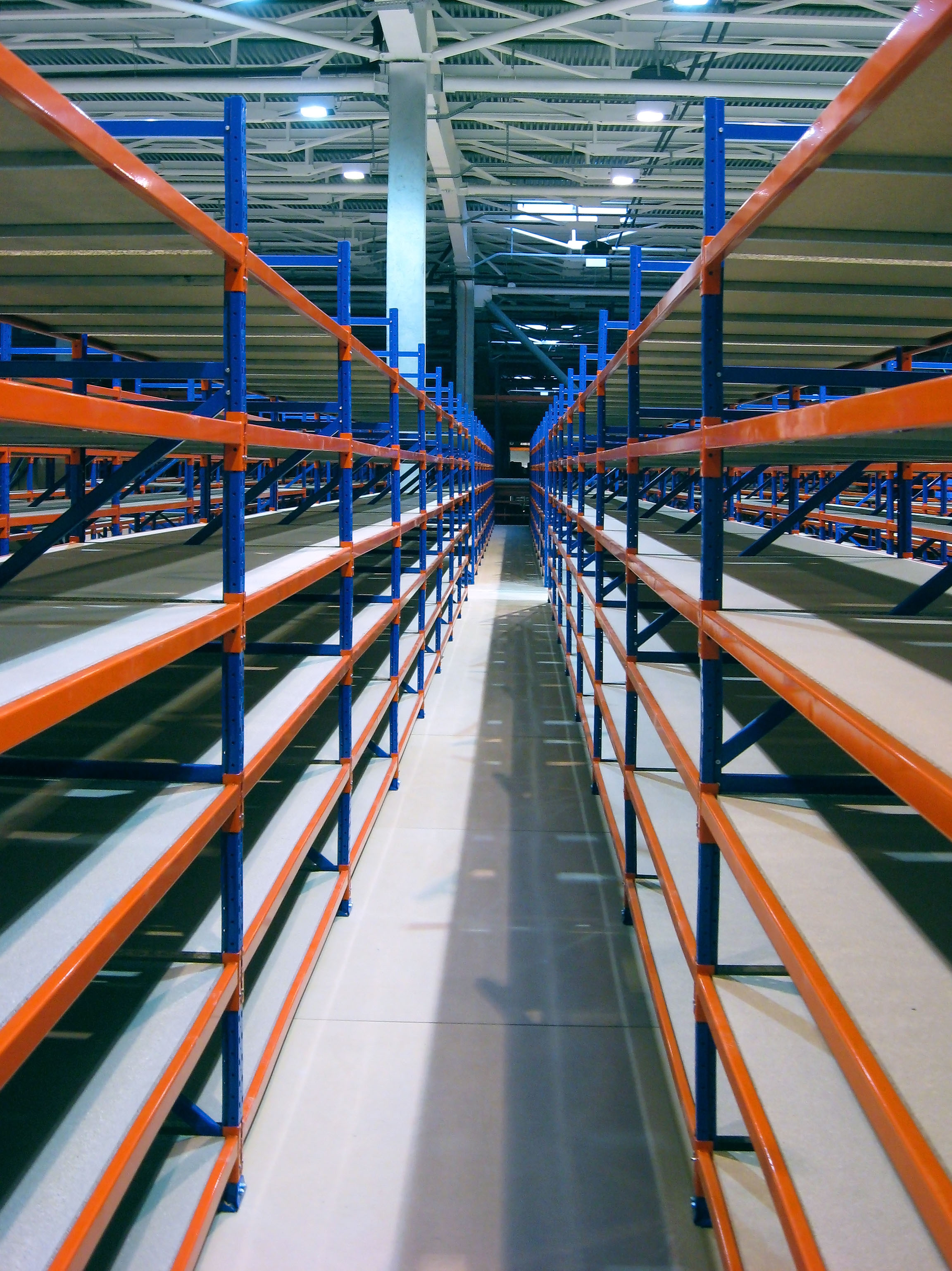

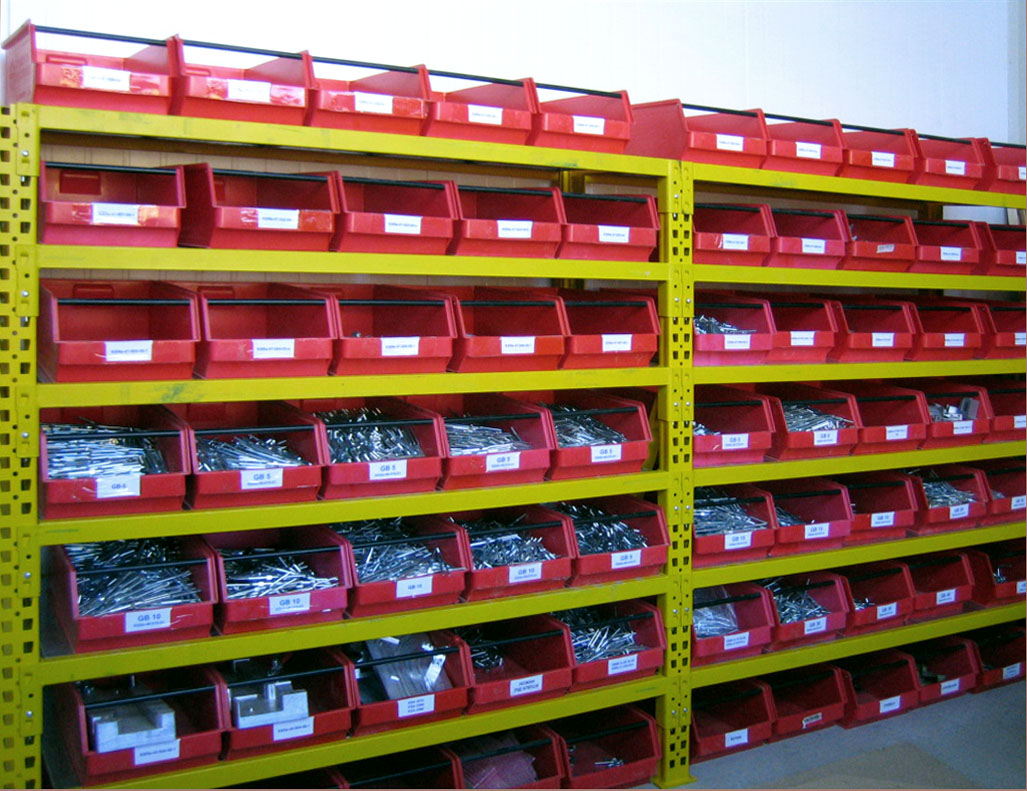
Поличковий стелаж

Поличковий стелаж — це популярна металева конструкція, яка використовується для зберігання різноманітних вантажів на полицях.
Використовують поличкові стелажі практично всюди: малі та великі склади, магазини, супермаркети, гіпермаркети, архіви, бібліотеки, СТО, бази гуртової та роздрібної торгівлі.
Стелажі поличного типу бувають різного розміру і призначені для зберігання продукції різних габаритів та ваги. Обслуговуються такі стелажі вручну, при цьому  забезпечується легкий доступ до будь-якого товару та у будь-який час. Вантажі зберігаються на полицях у ящиках, коробках або насипом.
Конструкція металевих поличкових стелажів проста. Вони збираються з рам, траверс, перемичок, металевих полиць. Всі елементи стелажа з'єднані між собою анкерними болтами. Матеріалом для полиць служить ДСП, оцинкована сталь, сталь з полімерним покриттям або сітка.  
Поличкові стелажі широко використовуються на складах, однак найбільшої популярності вони набули в торгівлі. У великих гіпермаркетах, наприклад, використовують комбіновані стелажі з можливістю поличного і палетного зберігання.
На верхніх ярусах товар зберігається на палетах, у той час як нижні яруси оформлені у вигляді полиць, де виставлені товари для покупців.